# Phil Hughes (calciatore 1964)
Philip Anthony Hughes (Belfast, 19 novembre 1964) è un allenatore di calcio ed ex calciatore nordirlandese, di ruolo portiere, preparatore dei portieri del Bolton Wanderers.